# Acritonia
Acritonia is een geslacht van vlinders van de familie snuitmotten (Pyralidae), uit de onderfamilie Phycitinae.

## Soorten
- A. comeella Amsel, 1954
- A. lotelloides Filipjev & Djakonov, 1921